# Maader folk
Maader folk è il settimo album in studio del cantautore italiano Davide Van De Sfroos, pubblicato il 17 settembre 2021 e distribuito dalla BMG.

## Tracce
Testi e musiche di Davide Van De Sfroos.
1. Fiaada – 4:17
2. Nel nomm – 4:26
3. Goccia di onda – 3:45
4. L'Isola – 4:08
5. Gli spaesati – 3:51
6. El vagabuund – 4:58
7. Guanto bianco – 3:24
8. Agata – 3:35
9. Il mitico Thor – 4:00
10. Stella bugiarda – 4:08
11. Hemm imparaa – 3:22
12. Oh Lord, vaarda gio (feat. Zucchero Fornaciari) – 3:39
13. Reverse – 4:33
14. Tramonto a sud – 3:14
15. La vall (Il vento e i fiammiferi) – 3:20

## Classifiche
| Classifica (2021) | Posizione massima |
| ----------------- | ----------------- |
| Italia            | 4                 |
| Svizzera          | 20                |